# Crandall (Indiana)
Crandall és un poble dels Estats Units a l'estat d'Indiana. Segons el cens del 2000 tenia 131 habitants.

## Demografia
Segons el cens del 2000, Crandall tenia 131 habitants, 56 habitatges, i 38 famílies. La densitat de població era de 505,8 habitants per km².
Dels 56 habitatges en un 26,8% hi vivien nens de menys de 18 anys, en un 55,4% hi vivien parelles casades, en un 8,9% dones solteres, i en un 32,1% no eren unitats familiars. En el 32,1% dels habitatges hi vivien persones soles el 14,3% de les quals corresponia a persones de 65 anys o més que vivien soles. El nombre mitjà de persones vivint en cada habitatge era de 2,34 i el nombre mitjà de persones que vivien en cada família era de 2,92.
Per edats la població es repartia de la següent manera: un 19,8% tenia menys de 18 anys, un 8,4% entre 18 i 24, un 26% entre 25 i 44, un 29% de 45 a 60 i un 16,8% 65 anys o més.
L'edat mediana era de 42 anys. Per cada 100 dones de 18 o més anys hi havia 84,2 homes.
La renda mediana per habitatge era de 33.333$ i la renda mediana per família de 41.250$. Els homes tenien una renda mediana de 31.875$ mentre que les dones 17.292$. La renda per capita de la població era de 15.224$. Entorn del 7,5% de les famílies i el 9,6% de la població estaven per davall del llindar de pobresa.

## Poblacions més properes
El següent diagrama mostra les poblacions més properes.